# Rechtsrealismus
Der Begriff Rechtsrealismus bezeichnet eine Richtung der Rechtsphilosophie bzw. Rechtstheorie.

## Position und Einordnung
Der Rechtsrealismus ist – ebenso wie der Rechtspositivismus – antimetaphysisch, wie es Axel Hägerström formulierte: Statt sich auf moralische Wertvorstellungen zu stützen, beschränkt er sich auf die Beschreibung konkreter Erfahrungen. Besonderen Wert legt der Rechtsrealismus auf die Berücksichtigung der das Recht von außen beeinflussenden Faktoren, insbesondere der gesellschaftlichen Tatsachen. Der Rechtsrealismus ist also ein rechtswissenschaftlicher Pragmatismus und weist gleichzeitig Verbindungslinien zur Rechtssoziologie auf. Er war ein entscheidender Faktor für die Entstehung der ökonomischen Analyse des Rechts.
Der Rechtsrealismus betrachtet das Recht als Mittel zur Regelung der Lebensverhältnisse. Recht wird demnach ausdrücklich auch als ein Mittel zur Steuerung sozialen Verhaltens anerkannt.
Da der Rechtsrealismus keine metaphysische Begründung des Rechts formuliert, steht er in engem Zusammenhang mit dem empiristischen Denken und hat sich aus diesem Grunde vor allem im angelsächsischen Raum etabliert, wo das neuzeitliche empirische Denken namentlich mit dem mechanistischen Rechtsverständnis Thomas Hobbes’ seinen Ausgang nahm.
Der der modernen rechtsrealistischen Strömung zuzurechnende sog. Legal Realism versteht das Recht als dynamischen und daher historisch offenen Prozess autoritativer und effektiver Entscheidungen, als nicht vorhistorisch stabilisierte faktische Koordination einander potenziell widerstreitender Geltungsansprüche. Dies kommt vor allem in der Anwendung auf das internationale Recht (Völkerrecht) zum Ausdruck. Dieses wird nicht als ein geschlossenes normatives System, sondern vielmehr als ein faktisch bestimmter Prozess des Abgleichs von Geltungsansprüchen verstanden, der einer Systematisierung im Sinne einer geschlossenen Rechtsordnung – der staatlichen vergleichbar – nicht zugänglich ist.
Einflussreich waren im 20. Jahrhundert insbesondere der amerikanische Rechtsrealismus und der skandinavische Rechtsrealismus.

## Bekannte Vertreter

### Amerikanischer Rechtsrealismus
- Karl Llewellyn (1893–1962);
- Oliver Wendell Holmes, Jr. (1841–1935);
- Jerome Frank (1889–1957).

### Skandinavischen Rechtsrealismus
- Alf Ross (1899–1979);
- Karl Olivecrona (1897–1980)
- Axel  Hägerström  (1868–1939)
- Anders Vilhelm Lundstedt (1882–1955);
- Manfred  Moritz (1909–1990).